# San Lorenzo Hub Port
Der San Lorenzo Hub Port ist ein geplanter internationaler Warenumschlagplatz auf der Isla San Lorenzo, die sich 5 km vor der Küste Perus in unmittelbarer Nähe zu Lima befindet. Er soll mit einem eigenen Güterbahnhof, Flughafen und Seehafen zum größten Hub Lateinamerikas werden. Die Kosten werden auf rund 12 Mrd. US-$ geschätzt.

## Geostrategische Lage
San Lorenzo liegt etwa in der Mitte der lateinamerikanischen Westküste und bietet damit auf dem Seeweg des Pazifiks eine Anbindung nach Asien, Ozeanien und Nordamerika. Die günstige Lage an wichtigen Meeresströmungen, wie etwa dem Humboldtstrom, ist ein weiterer wichtiger Standortvorteil als Seefrachthafen. Ein submariner Tunnel für U-Bahn, Bahn- und Straßenverkehr soll die Insel schließlich mit dem lateinamerikanischen Festland verbinden. Von dort soll mit Gleisen eine Anbindung an den rund 1000 km entfernten Amazonas in Pucallpa erreicht werden, um für den transkontinentalen Warenverkehr attraktiver zu werden. Dieses Konzept wird „Biozeanischer Korridor“ genannt. Für den Straßenverkehr liegt Lima ohnehin bereits an der Panamericana. Schließlich ist die Lage San Lorenzos auch für den lateinamerikanischen Flugverkehr äußerst zentral.

## Planung

### Gliederung
Die rund 17 km² große Insel soll durch eine künstliche Vergrößerung der Landfläche zusätzlich an Größe gewinnen. Dabei soll sich auf der natürlichen Insel die Verwaltung und Logistik ansiedeln, während der See- und Flughafen auf der künstlichen Landfläche angelegt werden soll. Direkt entlang der Hafenanlage würde nach diesen Plänen der Flughafen verlaufen. Die Lagerflächen für die Waren sind dabei unter der Lande- und Startbahn des Flughafens geplant. Damit wird der Warenverkehr erleichtert und Frachtwege verkürzt.
Ein submarines Tunnelsystem soll die Insel mit dem Festland verbinden.

### Seefracht
Der Hafen auf einer Insel im Meer und zudem auf künstlicher Landmasse stellt eine technische Herausforderung dar. Um die raue Meeresströmung etwas zu beruhigen, soll daher bei Chorrillos eine künstliche Landzunge angelegt werden.
Mit 50 Metern Meerestiefe wäre der neue Hafen auch für Post-Panamax-Schiffe geeignet und könnte in Verbindung mit dem Schienenverkehr daher zu einer neuen Verbindung zwischen Atlantik und Pazifik werden.

### Luftverkehr
Der neue Flughafen würde den Aeropuerto Internacional Jorge Chávez im Stadtgebiet Limas ablösen. Vor allem asiatische Fluglinien sind hieran interessiert, da Peru das einzige Land Südamerikas ist, das Nonstop von Asien aus zu erreichen ist. Die Architektur des Flughafens soll nach bisherigen Planungen die Form der Nazca-Linien aufgreifen.

### Schienenverkehr
Von der Insel aus soll mit Schienenverkehr durch einen Tunnel das gesamte Stadtgebiet von Lima unterquert werden und von dort schließlich eine Anbindung an den rund 1000 km entfernten Amazonas in Pucallpa erreicht werden. Damit würde der Warenverkehr zwischen Atlantik- und Pazifikküste erleichtert. Dieses Konzept nennt man daher den „Biozeanischen Korridor“.

### Straßenverkehr
Durch Lima läuft die Panamericana und eröffnet damit auf dem Landweg gute Transportmöglichkeiten.

## Kontroverse

### Gegner
Die Planungen sehen für das Vorhaben u. a. eine künstliche Vergrößerung der Landfläche der Insel, ein submarines Tunnelsystem zur Verbindung der Insel mit dem Festland und eine künstliche Umleitung der küstennahen Meeresströmung für eine Begünstigung der Seefahrt vor. Diese Eingriffe ins Ökosystem werden vor allem von Umweltschützern kritisiert. Daneben wird der Lebensraum mehrerer Seelöwen auf der Insel unmittelbar zerstört.
Die Bevölkerung protestiert vor allem gegen die veranschlagten Kosten von rund 12 Mrd. US$, die nach Ansicht vieler Menschen besser in die Lösung der sozialen Probleme Perus investiert werden sollten. Zudem glauben viele Menschen, dass das Ballungsgebiet Lima schon heute große Probleme mit der Infrastruktur hat und daher nicht noch zusätzliche Belastungen durch den Warenverkehr geschaffen werden sollten. Die Lösung dieser Probleme würde das Projekt nämlich zusätzlich verteuern. Als Kompromiss wird ein vergleichbares Alternativmodell in der Bucht von San Juan de Marcona vorgeschlagen, wo es keine Agglomerationsnachteile wie in Lima gibt.

### Befürworter
Die Befürworter des San Lorenzo Hub Ports versprechen sich deutliche Wachstumsimpulse für die schwache peruanische Wirtschaft. Durch die Schaffung neuer Arbeitsplätze würden auch die sozialen Probleme in Lima eine unmittelbare Lösung erfahren. Zudem könnte der Hub auch über höhere Steuereinnahmen indirekt die soziale Lage verbessern helfen.